# Film operistico
Con il termine film operistico si intende un film che, direttamente o indirettamente, adatta i contenuti del teatro d'opera. Questo genere di film risulta particolarmente popolare tra gli anni Trenta e Cinquanta del Novecento, con un revival negli anni Ottanta. 
Il rapporto fra cinema e opera è consolidato fin dai tempi del cinema muto, in cui c'era la tendenza costante a rifarsi ai temi della letteratura e del teatro. Negli anni del cinema muto le influenze vanno ricercate nel melodrama inglese e nel mélo francese, in cui il parlato ha più rilevanza della musica e che sono caratterizzati da trame complesse a carattere edificante. I personaggi e i temi della letteratura e del teatro, ripresi poi nell'opera lirica, vengono quindi assunti più per il loro valore simbolico che non per la rilevanza della musica. Nel caso in cui un film traesse da un'opera lirica, non venivano utilizzate le musiche originali (anche per questioni di copyright), oppure ci si affidava a registrazioni su grammofono, a rudimentali sistemi di sincronizzazione (Il trovatore, r. Lamberto Pineschi, 1908), o all'esecuzione dal vivo. Alle trasposizioni più o meno fedeli si aggiungono quei film che, pur derivati direttamente da opere liriche, si affidano a elaborazioni musicali diverse dall’originale: è il caso, ad esempio, di Die Nibelungen parte I (Siegfried) e parte II (Kriemhilds Rache), entrambi per la regia di Fritz Lang, con musiche di Gottfried Huppertz (1924).

## Tipologie di film operistici
Con l'avvento del sonoro il genere del film operistico comincia ad acquisire dei contorni definiti e si ramifica in una molteplicità di risultati. Lo studioso Sergio Miceli, ampliando una suddivisione già proposta da Ermanno Comuzio, articola i film operistici in tre categorie principali:
1. Opere in prosa: sono generalmente denominati così i film che si ispirano liberamente a temi appartenenti (direttamente o indirettamente) al teatro musicale, in cui il canto ha un ruolo marginale e non è affidato ai protagonisti.
2. Opere parallele: sono film in cui di norma i protagonisti sono cantanti lirici che a loro volta interpretano i personaggi di un’opera lirica, e le cui vicende personali rispecchiano quelle della trama operistica, con una conseguente sovrapposizione di livelli narrativi.
3. Filmopera: sono le trasposizioni filmiche delle opere liriche più famose, in cui gli attori sono doppiati da cantanti o sono i cantanti stessi.

Miceli distingue quest'ultima categoria in ulteriori tre sottogruppi:
- Realizzazioni strettamente cinematografiche;
- Riprese cinematografiche di allestimenti teatrali;
- Mescolanza dei primi due.[3]

### Opere in prosa
Sono film che trattano il contenuto melodrammatico di un'opera, ma utilizzano la musica solo come commento. Questo avveniva sia nell'epoca del cinema muto che del cinema sonoro. Durante il periodo del muto, la musica veniva utilizzata come accompagnamento alle immagini: nella maggior parte dei casi si trattava di musiche delle opere liriche riadattate alla loro nuova funzione. Anche le nuove invenzioni per la ripresa e la riproduzione sonora (come ad esempio il fonografo di Edison) erano sfruttati per questo proposito: venivano realizzati dei filmati in cui famosi cantanti lirici (tra cui anche Enrico Caruso) cantavano un’aria particolarmente famosa e la loro voce veniva sincronizzata in sala durante la proiezione. Tra questi film ispirati alle opere liriche bisogna ricordare pellicole come La Damnation du Docteur Faust di Georges Méliès (1904) - un film di circa 13', in cui la musica di Charles Gounod fu riadattata per il pianoforte. Altro film rilevante è la Carmen di Cecil B. DeMille (1915), in cui il ruolo della protagonista fu affidato a Geraldine Farrar, una delle cantanti liriche più famose dell'epoca. In questo caso, come in molti altri, il regista si basò più sull'opera letteraria omonima di Prosper Mérimée più che sull'opera lirica di Bizet a causa dello stretto controllo sui diritti da parte dei suoi eredi. Il regista tedesco Robert Wiene (autore de Il cabinetto del Dottor Caligari, 1919) realizzò una versione cinematografica del Der Rosenkavalier di Richard Strauss coinvolgendo lo stesso compositore nella realizzazione delle musiche, oltre che il librettista Hugo von Hoffmannsthal in veste di sceneggiatore.
Anche durante il periodo del sonoro vengono realizzati film di questo tipo. Ad esempio, Die verkaufte Braut diretto da Max Ophüls nel 1932 basato sull'opera omonima di Bedřich Smetana (1866). Altro film di rilievo è Carmen diretto da Christian-Jacque nel 1945, realizzato in versione italiana e francese. Il regista scelse di utilizzare le musiche di Bizet limitandosi ad alcune arie con la funzione di sottolineare l'azione drammatica. Anche in Italia vengono realizzate delle opere di rilievo, come Cavalleria rusticana diretto da Amleto Palermi, che si basa sul dramma di Giovanni Verga; Palermi utilizzò musiche del panorama folkloristico siciliano in quanto non ottenne da Pietro Mascagni l'autorizzazione a utilizzare le sue musiche per il film. Nel 1941 Carl Koch e Jean Renoir realizzarono una versione della Tosca, basato sull'opera di Victorien Sardou; la pellicola sfrutta le musiche pucciniane per dare enfasi ai momenti più importanti della vicenda. Tra l'immediato dopoguerra e l'inizio degli anni Cinquanta vennero realizzate altre pellicole, fra cui Carmen proibita di Guglielmo Maria Scotese (1952) e Traviata di Vittorio Cottafavi (1953). Fra gli ultimi film realizzati si ricordano Carmen di Trastevere di Carmine Gallone (1962) e Tosca di Luigi Magni (1973).

### Opere parallele
Sono film in cui i protagonisti sono cantanti lirici che affrontano vicende molto simili a quelle dell'opera che devono portare in scena. In questi film avviene quella che Guglielmo Pescatore definisce una "bipartizione drammatica" basata sul binomio spettacolo-vita: nascono così due piani narrativi, quello della vita e quello dello spettacolo. Quest'ultimo diventa lo specchio della vita privata dei protagonisti, ne rappresenta la sfera passionale. La caratteristica di questi film è quindi quella di intrecciare livelli narrativi diversi che giocano sulla suspense e sul coinvolgimento emotivo dello spettatore. Secondo Miceli, il periodo più prolifico per le opere parallele è quello tra il 1934 e il 1955. A dare il via a questo filone è Carmine Gallone con il film E lucevan le stelle (1935), pellicola basata sulla Tosca e realizzata in coproduzione con la Germania. Questa tipologia di film ha dei punti di contatto con il film biografico, in cui la vita dell’artista viene raccontata attraverso le sue opere e, allo stesso modo, la ragione della nascita di un’opera (o più spesso di un’aria in particolare) si ricerca nelle vicende personali dell’artista. Tuttavia, se nell’opera parallela la sfera individuale si rispecchia in quella artistica, nel caso del film biografico si crea un’inevitabile contrapposizione fra la vita privata e quella artistica e sociale del protagonista. I due livelli narrativi sono quindi in conflitto: ad un successo artistico corrisponde una sconfitta o una delusione in ambito privato. Un esempio di questo tipo di film è Casta Diva (1935) di Carmine Gallone - di cui lo stesso regista realizza un remake nel 1954 - che racconta di come Bellini abbia creato l’omonima aria della Norma a seguito di un amore deluso.

### Filmopera
Sono film in cui un'opera lirica viene appositamente allestita per la ripresa cinematografica. È il filone più prolifico fra i film di genere operistico. A partire dal Parsifal del 1904 diretto da Edwin S. Porter e prodotto e distribuito da Thomas Edison, si contano all’incirca duecento titoli prodotti fra Stati Uniti, Gran Bretagna, Francia e Italia. Con l’avvento del sonoro, il primato per la produzione di filmopera può sicuramente essere attribuito all’Italia e all’Europa, in minor misura all’Unione Sovietica, mentre negli Stati Uniti prevaleva la tradizione del musical, sia teatrale che cinematografico. In Italia il periodo di maggior sviluppo del filmopera viene generalmente individuato nel decennio 1946-1956, mentre le produzioni fra gli anni Trenta e i primi anni Quaranta sono concentrate sulle opere in prosa e su quelle parallele. Secondo un’ipotesi avanzata da Orio Caldiron e ripresa da Ermanno Comuzio, le ragioni di questo ritardo sono da individuarsi nell’attività censoria del regime fascista, portata avanti da Luigi Freddi, dal 1934 capo della Direzione generale della cinematografia, istituita all’interno del Sottosegretariato di Stato per la Stampa e la Propaganda (che nel 1937 sarebbe diventato il Ministero della Cultura Popolare). Questa teoria si basa fondamentalmente su un rapporto redatto dallo stesso Freddi, in cui si pronuncia scettico riguardo al progetto di Vittorio Mussolini – figlio del duce – di creare una casa di produzione italo-americana, la “Roach e Mussolini”, che avrebbe dovuto specializzarsi nella trasposizione di opere liriche sullo schermo.  Secondo Renata Scognamiglio la diffidenza di Freddi è nei confronti della stessa tipologia di film, destinata secondo lui a non avere un futuro, in quanto riteneva che l'opera lirica fosse una forma d'arte statica e obsoleta, in contrapposizione al cinema che era in continuo divenire. Nonostante questo, il filmopera ha avuto grande diffusione in Italia essenzialmente per tre motivi:
- la guerra aveva lasciato dietro di sé un’Italia distrutta dai bombardamenti, di cui anche i teatri erano stati vittime e il filmopera rispondeva al contempo alla necessità di rimettere il pubblico in contatto con l’opera lirica e di portare avanti un’operazione economicamente conveniente;
- fronteggiare la conquista del mercato da parte dei film hollywoodiani: i filmopera costituivano, oltre che un polo di attrazione per gli appassionati, anche una sicurezza finanziaria, vista la scarsa concorrenza di filmopera oltreoceano;

- i filmopera offrivano un vantaggio economico, perché le trasposizioni cinematografiche delle opere - specialmente se girate in teatro - permettevano di tagliare tempi e costi di produzione.

Ad aprire la stagione del filmopera è Carmine Gallone con il suo Rigoletto (1946). Seguono La signora delle camelie (1947), La leggenda di Faust (1948), Il trovatore (1949), La forza del destino (1950) Madama Butterfly (1954), tutti di Gallone. Altri titoli importanti sono L'elisir d'amore (1946), Il barbiere di Siviglia (1947), Pagliacci (1948) di Mario Costa; Lucia di Lammermoor (1946) di Piero Ballerini - in cui il regista utilizza alcune riprese in esterni, puntando a un impiego più libero del linguaggio filmico. Un film di rilievo è Giovanna D'Arco al rogo (1954) di Roberto Rossellini, unico filmopera della carriera del regista; è un film interessante perché è basato sull'oratorio Jeanne d'Arc au bûcher, con libretto di Paul Claudel e musica di Arthur Honegger. È la trasposizione cinematografica di una rappresentazione teatrale con Ingrid Bergman nel ruolo di Giovanna D'Arco. A chiudere idealmente la stagione del filmopera è ancora una volta Gallone con il film Tosca del 1956.
I filmopera ebbero un grande successo di pubblico, ma la critica si divide tra chi vedeva nei filmopera un terreno di sfida sia per il film che per l'opera e chi invece era più scettico riguardo ai risultati ottenuti. Tra le varie problematicità legate ai filmopera, oltre alle scelte registiche, si trovano la difficoltà a tradurre sul piano filmico i tempi dell'opera - molto più dilatati rispetto a un film -  e i tagli alla partitura, utilizzati per cercare di affrontare le divergenze fra le necessità della drammaturgia musicale e quelle della narrazione cinematografica. Altro aspetto importante è il rapporto tra volto e voce: i filmopera rappresentano infatti il trionfo del playback. Mentre nell'opera lirica il corpo dell'attore è in secondo piano rispetto alla voce (per cui vi è una discrepanza fra caratterizzazione del personaggio e presenza scenica del performer), nei film il corpo dell'attore è di fondamentale importanza. Da qui la prassi ricorrente a utilizzare la presenza scenica di un attore o un'attrice di bell'aspetto unita alla voce di un/a brav/a cantante attraverso una traccia registrata e sincronizzata successivamente.
Oltre all'Italia, anche in altri Paesi si registra la trasposizione cinematografica di opere liriche. Uno dei più famosi è Carmen Jones di Otto Preminger (1954), versione "americanizzata" dell'opera di Bizet basata sull'omonimo musical di Broadway realizzato da Oscar Hammerstein.
Dopo gli anni Cinquanta il genere del film operistico (filmopera in particolare) subisce un arresto per tutti gli anni Sessanta e Settanta, probabilmente per il mutato gusto del pubblico. Mentre in altri paesi le trasposizioni cinematografiche delle opere hanno un certo successo (come Il flauto magico di Ingmar Bergman), in Italia ci sono pochissimi esempi durante questi anni, uno dei quali è la Tosca (1976) di Gianfranco De Bosio e con le interpretazioni di Raina Kabaivanska e Plàcido Domingo.

## Il revival degli anni Ottanta
Negli anni Ottanta si assiste a una ripresa dei film operistici con pellicole come Carmen (1984) di Francesco Rosi, che è fedele all'opera omonima ed è girato in interni ed esterni in Spagna. Altro protagonista indiscusso di questo periodo del film operistico è sicuramente Franco Zeffirelli, che, fra gli altri film, realizza la sua versione della Cavalleria rusticana e di Pagliacci (1982), de La traviata (1983), seguiti nel 1986 dall'Otello. La Traviata ebbe un grande successo di pubblico: è un film in linea con lo stile lussuoso e ricercato di Zeffirelli (che non era di certo nuovo alla regia operistica, date le sue frequenti collaborazioni teatrali), con l’interpretazione di Teresa Stratas nel ruolo di Violetta e di Plàcido Domingo come Alfredo. Domingo recita anche nell'Otello, che tuttavia non fu apprezzato quanto il film precedente. Del 1992 è l’ambizioso progetto della trasmissione in diretta televisiva della Tosca con la regia di Patroni Griffi e girata nei luoghi reali dell’opera e nelle ore che scandiscono la vicenda. Dello stesso stampo è la Traviata au Paris diretta sempre da Patroni Griffi e trasmessa in diretta televisiva nel 2000. Nel 2001 Benoit Jacquot realizza una sua versione di Tosca: altro non è che la trasposizione cinematografica del testo musicale, con alcune scene girate in bianco e nero nella sala di registrazione di Abbey Road a Londra, immagini che rivelano cosa si celi dietro uno spettacolo teatrale. Più recenti sono Il flauto magico realizzato da Kenneth Branagh (2006), ambientato in una ipotetica guerra mondiale, e La bohème (2008) di Robert Dornhelm.